# Karl Anderson (Wrestler)
Chad Allegra (* 20. Januar 1980 in Asheville, North Carolina, USA), besser bekannt unter seinem Ringnamen Karl Anderson, ist ein US-amerikanischer Wrestler, der bei WWE unter Vertrag steht. Seine bisher größter Erfolge sind der viermalige Erhalt der IWGP Tag Team Championship sowie der zweimalige Erhalt der WWE Raw Tag Team Championship und der Erhalt der Impact Tag Team Championship. Zudem hält er gemeinsam mit Giant Bernard mit 564 Tagen den Rekord für die längste Regentschaft der IWGP Tag Team Championship.

## Wrestling-Karriere

### Independent-Ligen (2002–2016)
Er trainierte bei Roger Ruffen. Am 10. Mai 2002 bestritt er sein erstes Wrestlingmatch gegen Prince Justice. 2005 trainierte er bei New Japan Dojo. Dort bestritt er Matches gegen Fergal Devitt. Am 12. März 2006 besiegte er Fergal Devitt und sicherte sich somit den NWA British Commonwealth Championship, den ersten Titel in seiner Karriere. Den Titel verlor er am 11. Juni 2006 an Alex Koslov. Am 13. April 2007 besiegte er Human Tornado und gewann den EWF American Championship. Den Titel verlor er am 7. September 2007 an Mikey Nicholls in einem 30 Minute Iron Man Triple Threat in dem auch Ryan Taylor beteiligt war. Am 11. November 2006 besiegte er Ryan Boz und gewann den NWA Heartland States Heavyweight Championship. Den Titel verlor er am 29. September 2007 an Skull Crusher. Später bildete er mit Joey Ryan das Team The Real American Heroes. Am 8. Juli 2007 besiegten The Real American Heroes Billy Kidman & Sean Waltman und Incognito & Sicodelico Jr. in einem Three Way Gauntlet Match und gewannen die vakanten NWA World Tag Team Championship. Die Titel verloren am 10. Februar 2008 an die Los Luchas (Phoenix Star und Zokre).

### New Japan Pro Wrestling (2008–2016)

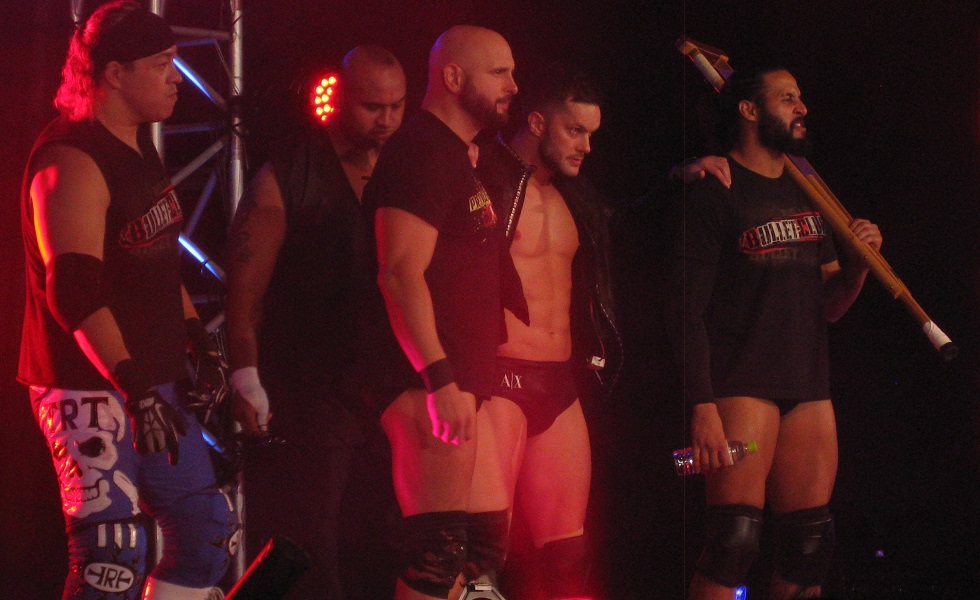
Anderson als Mitglied des Bullet Club im September 2013.

Von 2008 bis 2012 bildete er mit Giant Bernard das Team Bad Intentions. 2009 gewannen sie die G1 Tag League. Am 18. Juni 2011 traten sie bei Pro Wrestling NOAH auf. Am selben Tag besiegten sie Takuma Sano und Yoshihiro Takayama und gewannen die GHC Tag Team Championship. Den Titel verloren sie am 22. Januar 2012 an Akitoshi Saito und Jun Akiyama. Einen Tag nach dem Gewinn der GHC Tag Team Championship am 19. Juni 2011 besiegten sie Wataru Inoue und Yuji Nagata und gewannen die IWGP Tag Team Championship. Die Titel verloren sie am 4. Januar 2012 an TenKoji (Hiroyoshi Tenzan und Satoshi Kojima). Am 23. November 2013 bei der NJPW World Tag League 2013 besiegte er gemeinsam mit Doc Gallows BUSHI und Kota Ibushi. Am selben Tag schlossen er sich Luke Gallows den BULLET CLUB an. Am 4. Januar 2014 besiegten er und Luke Gallows die Killer Elite Squad (Davey Boy Smith Jr. und Lance Archer) und holten sich zum ersten Mal die IWGP Tag Team Championship. Die Titel verloren sie am 4. Januar 2015 an Hirooki Goto und Katsuyori Shibata. Am 11. Februar 2015 holten sie sich die IWGP Tag Team Championship zurück. Am 5. April 2015 verloren sie die Titel an The Kingdom (Matt Taven und Michael Bennett). Am 5. Juli 2015 besiegten sie The Kingdom und holten sich somit zum dritten Mal die IWGP Tag Team Championship. Am 4. Januar 2016 verloren sie die Titel an die Great Bash Heel (Togi Makabe und Tomoaki Honma). Seinen letzten Auftritt für NJPW absolvierte er am 20. Februar 2016 bei einer gemeinsamen Show mit ROH als er in einem Eight Man Tag Team Match mit seinen Stable-Kollegen Bad Luck Fale, Doc Gallows und Tama Tonga gegen Hirooki Goto, Katsuyori Shibata und reDRagon (Bobby Fish & Kyle O’Reilly) verloren.

### World Wrestling Entertainment (2016–2020)

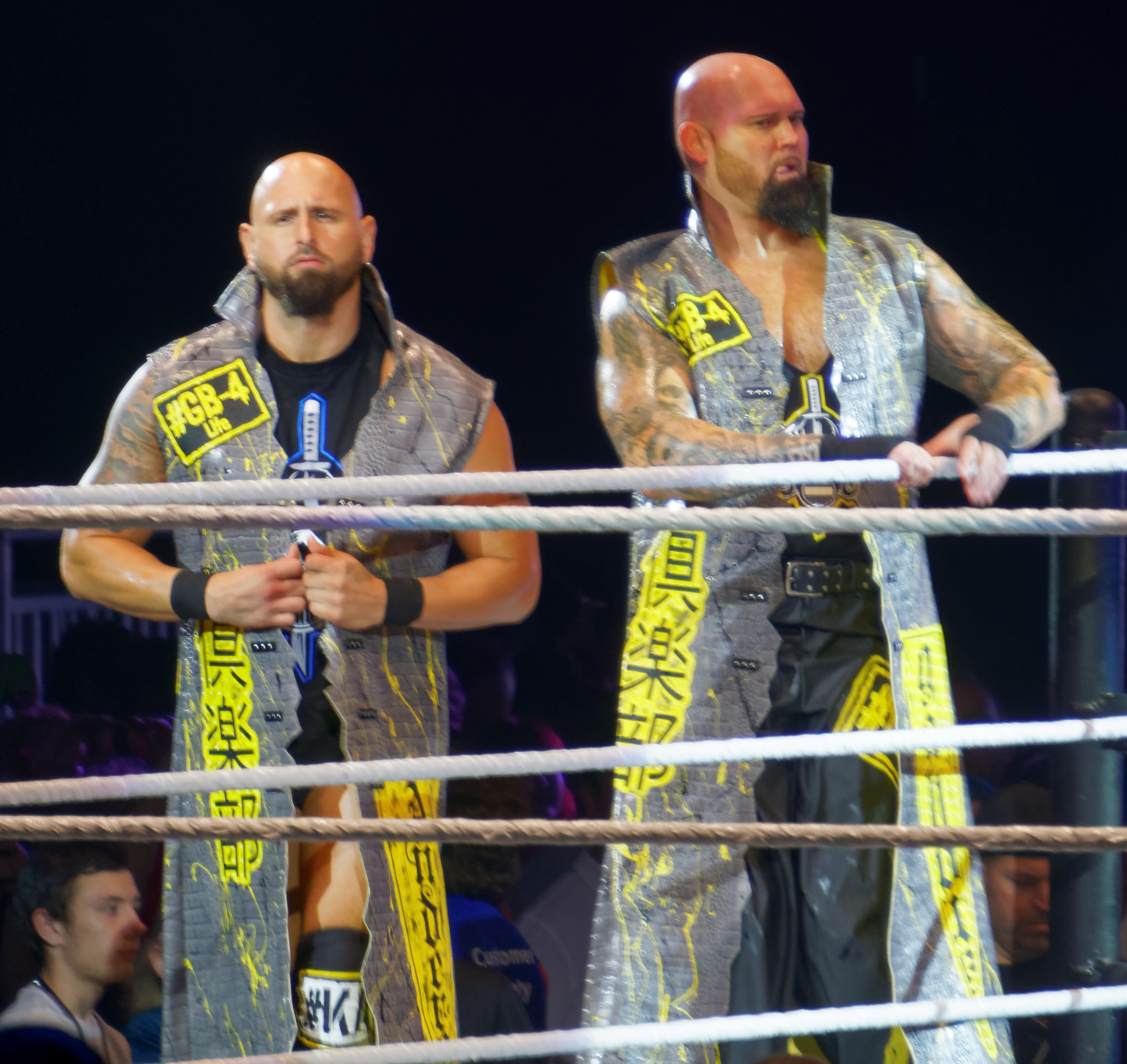
Anderson und Gallows im Jahr 2016.

Bei der Raw-Ausgabe vom 11. April 2016 feierte er an der Seite von Luke Gallows sein Debüt für die WWE. Gemeinsam mit Luke Gallows griff er The Usos nach ihrem Sieg gegen die Social Outcasts an. Am 25. April 2016 bestritt er an der Seite von Luke Gallows sein erstes Match gegen The Usos, welches sie auch gewannen. Gemeinsam mit Luke Gallows und AJ Styles bildete er das Stable The Club. The Club fehdete gegen Roman Reigns und The Usos. Danach fehdeten sie gegen John Cena, Big Cass und Enzo Amore. Beim WWE Draft 2016, welcher bei der SmackDown-Ausgabe vom 19. Juli 2016 stattfand, wurden er und Luke Gallows zu Raw gedraftet, während AJ Styles bei SmackDown gedraftet wurde. Durch diesen Draft wurde das Stable aufgelöst.
Am 29. Januar 2017 beim Royal Rumble gewannen er und Luke Gallows von The Bar Cesaro und Sheamus die WWE Raw Tag Team Championship. Die Titel verloren sie am 2. April 2017 bei Wrestlemania 33 an die Hardy Boyz in einem Fatal Four Way Tag Team Ladder Match, an dem auch The Bar Cesaro und Sheamus, sowie auch Enzo Amore und Big Cass teilnahmen. Im Rahmen des Superstar Shake Up 2018 wechselten sie dann von Raw zu SmackDown. Hier bestritten sie wenige Tag Team Matches und waren auch nie im Titelgeschehen zu sehen, diesen Unmut machten sie der WWE kund und forderten ihre Entlassung, welche aber abgelehnt wurde, seitdem hat man sie in keinen Matches bei SmackDown gesehen.
Im Rahmen des Superstar Shake-Ups 2019 wechselte Anderson am 29. April 2019 von SmackDown zu Raw. Nach einer Weile gründete er zusammen mit AJ Styles und Luke Gallows das Stable The O.C. Am 29. Juli 2019 gewann er mit seinem Tag-Team-Partner Gallows zusammen die Raw Tag Team Championship von The Revival, an diesem Match waren zudem The Usos beteiligt. Die Regentschaft hielt 21 Tage und verloren die Titel schlussendlich am 19. August 2019 gegen Seth Rollins und Braun Strowman. Am 31. Oktober 2019 gewann er mit Luke Gallows ein Tag Team Turmoil Match und krönten sich somit zum besten Tag Team der Welt. Aufgrund einer Entlassungswelle wurde er am 15. April 2020 von der WWE entlassen.

### Impact Wrestling (2020–2022)
Am 18. Juli 2020 gab Impact Wrestling über Twitter die Verpflichtung von ihm und seinem Tag Team-Partner bekannt. Sie unterzeichneten einen Zweijahresvertrag. Mit seinem Tag Team-Partner Luke Gallows, welcher wieder unter seinem alten Ringnamen Doc Gallows antritt, bildet er das Tag Team The Good Brothers. Am 3. November 2020 bei Turning Point gewannen sie von The North (Ethan Page & Josh Alexander) die Impact Tag Team Championship. Den Titel verloren sie während der COVID-19-Pandemie bei einer Videoaufzeichnung, die von TNA am 13. März 2021 gesendet wurde. Der Aufnahmetag ist unbekannt. Am 13. März waren beide live beim New Japan Cup zu sehen. Sie gewannen den Titel erneut am 17. Juli 2021 und hielten ihn 231 Tage. Letztmalig gewannen sie den Titel am 19. Juni 2022.
2021 traten Gallows und Anderson als Good Brothers auch bei All Elite Wrestling an, was durch einen Crossoverdeal zwischen Impact Wrestling und AEW ermöglicht wurde.

### Rückkehr zu New Japan Pro-Wrestling (2021–2023)
Ab Juni 2021 durften Anderson und Gallows auch wieder bei New Japan Pro-Wrestling antreten. Anderson trat erfolglos gegen Jon Moxley um die IWGP United States Heavyweight Championship an. Als Tag Team durfte Anderson mit Gallows die NJPW Strong Tag Team Turbulence Tournament gewinnen.
Anderson fehdete bei NJPW mit Tama Tonga um den Never Openweight Championship, den er am 12. Juni 2022 gewinnen durfte. Am 10. Oktober 2022 kehrte er zur WWE zurück und schloss sich zusammen mit Gallows wieder mit AJ Styles als OC Mitglied an. Seine Verpflichtung führte dazu, dass er mehrere Auftritte bei NJPW absagen musste, was die Arbeitsbeziehung zwischen NJPW sowie Anderson und Gallows stark belastete. Nach 206 Tagen gab er den Einzeltitel schließlich an Tama Tonga ab. Dies war zugleich sein letzter Auftritt für NJPW.

### Erneute Rückkehr zur WWE (seit 2022)
Zusammen mit Gallows und Styles fehdete Anderson mit The OC gegen The Judgement Day um Finn Bálor und Rhea Ripley. 2023 wurde Anderson zu Smackdown gedraftet. Am 20. Februar 2024 kehrten Anderson und Gallows zu NXT zurück, wo sie seitdem als Heels antreten.

## Privatleben
Allegra ist verheiratet und hat insgesamt fünf Söhne. Er lebt zusammen mit seiner Familie in Fairfield, Ohio. Er ist auch privat mit seinem langjährigen Tag-Team-Partner Doc Gallows sowie AJ Styles befreundet. Zu seinem freundeskreis zählen außerdem die Wrestler Shinsuke Nakamura und Fergal Devitt (Finn Balor), die bereits in den 2005 im New Japan Dojo in LA zusammen trainiert hatten.

## Titel und Auszeichnungen
- Empire Wrestling Federation
  - EWF American Championship (1×)

- Impact Wrestling

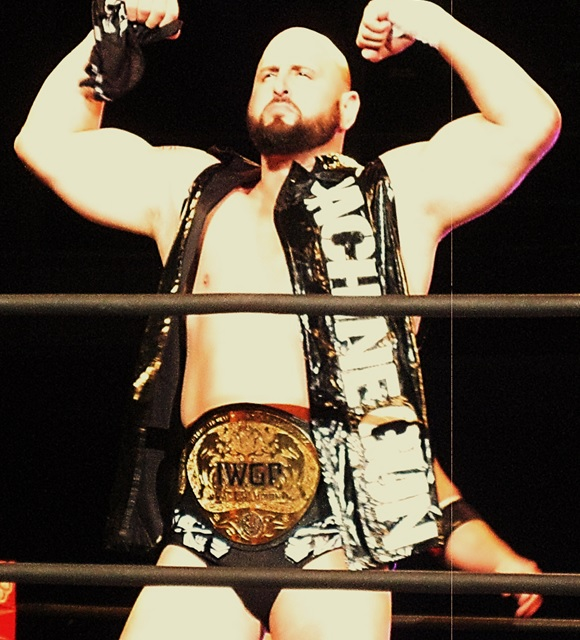
IWGP Tag Team Champion Anderson im Jahr 2015.

  - Impact Tag Team Championship (3× mit Doc Gallows)

- National Wrestling Alliance
  - NWA World Tag Team Championship (1× mit Joey Ryan)

- New Japan Pro-Wrestling
  - IWGP Tag Team Championship (1× mit Giant Bernard, 3× mit Doc Gallows)
  - NEVER Openweight Championship (1×)
  - G1 Tag League (2009 mit Giant Bernard)
  - World Tag League (2012 mit Hirooki Goto, 2013 mit Doc Gallows)
  - NJPW Strong Tag Team Turbulence Tournament (2021) (mit Doc Gallows)

- NWA Midwest
  - NWA Heartland States Heavyweight Championship (1×)

- NWA United Kingdom
  - NWA British Commonwealth Championship (1×)

- Pro Wrestling NOAH
  - GHC Tag Team Championship (1× mit Giant Bernard)

- World Wrestling Entertainment
  - WWE Raw Tag Team Championship (2× mit Luke Gallows)
  - Tag Team World Cup (2019 mit Luke Gallows)
- PartsFUNknown
  - Quizzlemania Tag Team Championship (2020 mit Luke Gallows)